# Raoul de Thourotte (évêque de Verdun)
Pour les articles homonymes, voir Raoul de Thourotte.
Raoul de Thourotte ou Raoul de Thorotte est un homme d'église lorrain du début du XIIIe siècle. Il a été évêque de Verdun de 1224 à sa mort en 1245.

## Biographie
Raoul de Thourotte appartient à la famille noble de Thourotte, châtelains de Thourotte et de Noyon. Il est le fils de Jean II de Thourotte et d'Odette de Dampierre, dame d'Allibaudières.
Il est également le frère de Robert de Thourotte, évêque de Langres puis de Liège, et l'oncle de Robert de Thourotte, évêque de Laon.
Il est d'abord chantre et chanoine de Laon.
À la mort de Jean Ier d'Apremont en 1224, il est élu évêque de Verdun et le reste jusqu'à sa mort en 1245.